# Irmakyanı, Yusufeli
Irmakyanı là một xã thuộc huyện Yusufeli, tỉnh Artvin, Thổ Nhĩ Kỳ. Dân số thời điểm năm 2010 là 152 người.